# T-Series
超级卡带工业私人有限公司（暂定名称），（英語：Super Cassettes Industries Private Limited），以品牌名T-Series營運，是一家印度的音樂录像带和电影公司，1983年由高尔杉·库玛尔创办。 截至2014年，T-Series是印度最大的音樂唱片公司，在印度音樂市場中佔有35％的份額，其次是印度索尼音乐公司和Zee音樂公司。

## YouTube頻道
T-Series的YouTube频道以播送音樂影片、电影预告片为主，截至2024年12月其頻道已經有超过2766亿的观看次数和超過2.8億的訂閱數目，是YouTube上累计观看次数最多的频道和Youtube上訂閱數最高的音樂頻道。
2018年開始，T-Series的YouTube頻道訂閱人數因為印度人口急升而導致訂閱人數迅速增長，在年底已幾乎追上排行第一的PewDiePie頻道。
2019年3月28日起訂閱數持續領先PewDiePie至2019年4月1號被PewDiePie成功再次奪回第一名，因此T-series 也快速的換掉了當天才替換的封面頁，雙方的訂閱數仍不分軒輊。同月14日T-Series的订阅数最后一次超过PewDiePie，并持续扩大领先，成为YouTube订阅量最多的频道，直到2024年6月2日被MrBeast超越。
此外，T-Series拥有自己的多频道网络，有27个在线播放平台，截至2022年9月，其全部平台总计订阅人数超过2億，总计观看人数超过2000亿次。

## 歷史
T-Series由Gulshan Kumar於1983年7月11日成立，當時只是德里一個名為Daryaganj的街區的一家售賣果汁的攤擋。在發行原創音樂之前，該公司最初出售盜版的寶萊塢歌曲。那時，印度錄音帶市場規模很小，盜版行為十分普遍，但對錄音帶音樂的需求卻在不斷增長。 據“ Rediff”稱，庫馬爾“涉嫌盜版，但他熱情地受到了市場和消費者的驅動。”  該公司還利用了版權法中的漏洞，允許發行歌曲的翻唱版本，然後T-Series以此大量湧入市場。 研究人員Lawrence Liang和Ravi Sundaram寫道：
T-Series在印度音樂市場中具有深遠的破壞力，很大程度上是因為它是一個非常成功的「海盜」。 該公司通過各種準法律和非法行為建立了自己的目錄... T-Series以盜版流行歌曲的形式進行了更為直接的版權侵權，並且經常在發行電影之前非法獲取電影配樂。 這部電影，以確保其唱片成為首批進入市場的影片。 
（页面存档备份，存于）

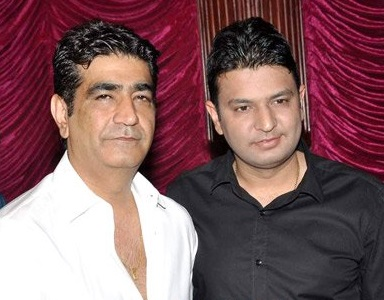
Krishan Kumar (左) 和 CEO Bhushan Kumar (右), 於 Aashiqui 2（2013年）的音頻發行期間，他們分別是Gulshan Kumar的兄弟和兒子

Kumar發現還有靈修音樂的市場，因此開始錄製和出售它。 庫瑪（Kumar）注意到，許多印度教徒由於視力不佳而無法朗讀讚美詩和聖歌，因此庫瑪（Kumar）聘請歌手錄製聖歌，並以廉價的錄音帶出售。 後來，他在印度拍攝了主要的印度教朝聖，並以家用錄影系統（VHS）和錄影機的錄像帶出售。
T-Series的第一個原始電影原聲帶是於1984年發行的Lallu Ram，音樂由Ravindra Jain評分。T-Series的突破來自發行於1988年寶萊塢電影《冷暖人间》（也稱為“ QSQT”）的原聲帶。 此電影是由Mansoor Khan主導，並由Aamir Khan和[[Juhi Chawla主演。 由Anand-Milind和Majrooh Sultanpuri撰寫的配樂“ Qayamat Se Qayamat Tak”成為1988年最暢銷的印度配樂專輯，並且銷量超過800萬套 ，於80年代於印度成為最佳銷量的原聲專輯， 專輯中最受歡迎的歌曲是Papa Kehte Hain，由Udit Narayan演唱並在Aamir Khan拍照。 T-Series創始人Gulshan Kumar很快以此專輯讓T系列專輯在寶萊塢80年代後期的盒式錄音帶繁榮中發揮了關鍵作用。
T-Series後來隨著由Mahesh Bhatt執導的“Aashiqui”（1990年）的發行而成為知名度高的音樂唱片公司， 由Nadeem–Shravan二人組成的電影配樂“ Aashiqui”專輯在印度售出了2000萬套，並且是有史以來最暢銷的寶萊塢原聲專輯。 後來，Yo Yo Honey Singh演唱了來自“ Aashiqui”的“ Dheere Dheere”的翻唱，並在2015年由T-Series發行。

## 備註
1. ↑  “T”是指trishula（英语：trishula），即湿婆的三叉戟[4]